# Callum Hedge
Callum Hedge (Auckland, Nueva Zelanda; 17 de noviembre de 2003) es un piloto de automovilismo neozelandés que actualmente compite en la temporada 2023 del Campeonato de Fórmula Regional de las Américas para Crosslink Kiwi Motorsports. Campeón nacional de karting en múltiples ocasiones, ganó la Fórmula Ford Nueva Zelanda 2017-18 y el Campeonato Toyota Finance 86 2018-19 antes de pasarse a las carreras de autos deportivos con Porsche en 2020.

## Carrera

### Fórmula Regional de Oceanía
En 2023, Hedge participó en el Campeonato de Fórmula Regional de Oceanía, compitiendo con M2 Competition.
A lo largo de toda la temporada, Hedge estuvo envuelto en la pelea por el título con su compañero de equipo Charlie Wurz, y los dos intercambiaron el liderato del campeonato a menudo a medida que avanzaba la temporada. Ganó la carrera inaugural de la temporada en Highlands, pero se quedó atrás de Wurz después de terminar 13º en la carrera principal. A pesar de terminar segundo, primero y segundo en las tres carreras en Teretonga, el par de victorias de Wurz mantuvieron a Hedge atrás en el campeonato. Hedge cerró la brecha durante las rondas de Manfeild y Hampton Downs, y solo seis puntos separaron a los dos al ingresar al último fin de semana en Taupo.
Hedge obtuvo una victoria en la carrera inaugural del último fin de semana, pero se quedó atrás en las dos últimas carreras para terminar segundo en el campeonato.

### Fórmula Regional de las Américas
Una vez concluido el campeonato de Oceanía, Hedge viajó a los Estados Unidos para participar en el Campeonato de Fórmula Regional de las Américas de 2023 con Crosslink Kiwi Motorsports.

## Resumen de carrera
| Temporada | Categoría                                      | Equipo                      | Carreras     | Victorias    | Poles        | VR           | Podios       | Puntos       | Pos.         |
| --------- | ---------------------------------------------- | --------------------------- | ------------ | ------------ | ------------ | ------------ | ------------ | ------------ | ------------ |
| 2016-17   | SsangYong Racing Series                        | —                           | 22           | 1            | 0            | 0            | 1            | 1267         | 15.º         |
| 2017-18   | Fórmula Ford Nueva Zelanda                     | —                           | 17           | 11           | 4            | 14           | 15           | 603          | 1.º          |
| 2017-18   | Fórmula Ford Nueva Zelanda South Island Series | —                           | ?            | ?            | ?            | ?            | ?            | 324          | 7.º          |
| 2017-18   | SsangYong Racing Series                        | —                           | 17           | 0            | 0            | 3            | 6            | ?            | ?            |
| 2017-18   | Campeonato Toyota Finance 86                   | —                           | 3            | 0            | 0            | 0            | 0            | 75           | 22.º         |
| 2018      | Fórmula Ford Australiana                       | —                           | 6            | 0            | 0            | 0            | 0            | 38           | 17.º         |
| 2018      | New South Wales Fórmula Ford                   | —                           | 3            | 0            | 0            | 0            | 0            | 35           | 17.º         |
| 2018-19   | Campeonato Toyota Finance 86                   | CareVets Racing Team        | 18           | 7            | 3            | 5            | 12           | 1138         | 1.º          |
| 2018-19   | SsangYong Racing Series                        | —                           | 4            | 3            | 1            | 4            | 4            | ?            | ?            |
| 2019      | Fórmula Ford Australiana                       | Sonic Motor Racing Services | 21           | 3            | 2            | 1            | 10           | 230          | 4.º          |
| 2019      | New South Wales Fórmula Ford                   | Sonic Motor Racing Services | 6            | 1            | 1            | 0            | 4            | 131          | 8.º          |
| 2019      | Victorian Fórmula Ford                         | Sonic Motor Racing Services | 6            | 0            | 0            | 0            | 1            | 78           | 17.º         |
| 2020      | South Island Porsche Racing Series             | —                           | 6            | 5            | 2            | 5            | 5            | ?            | ?            |
| 2020      | Speed Works Rush Hour                          | —                           | 1            | 0            | 0            | 0            | 0            | ?            | ?            |
| 2021      | Porsche Sprint Challenge Australia             | Earl Bamber Motorsport      | 5            | 1            | 0            | 0            | 4            | 240          | 3.º          |
| 2021      | Copa Porsche Carrera Australia - Pro           | Earl Bamber Motorsport      | 4            | 0            | 0            | 0            | 0            | 0            | NC†          |
| 2021      | Campeonato de Fórmula Regional Europea         | G4 Racing                   | 2            | 0            | 0            | 0            | 0            | 0            | NC†          |
| 2022      | Copa Porsche Carrera Australia - Pro           | Earl Bamber Motorsport      | 24           | 2            | 1            | 2            | 7            | 570          | 6.º          |
| 2023      | Campeonato de Fórmula Regional de Oceanía      | M2 Competition              | 15           | 3            | 4            | 3            | 9            | 329          | 2.º          |
| 2023      | Campeonato de Fórmula Regional de las Américas | Crosslink Kiwi Motorsports  | 18           | 13           | 5            | 10           | 16           | 384          | 1.º          |
| 2023      | Copa Porsche Carrera Australia - Pro           | Earl Bamber Motorsport      | 20           | 4            | 5            | 3            | 14           | 932          | 1.º          |
| 2024      | Campeonato de Fórmula Regional de Oceanía      | mtec Motorsport             | 3            | 0            | 0            | 0            | 2            | 74           | 19.º         |
| 2024      | Indy NXT                                       | HMD Motorsports             | 14           | 0            | 0            | 0            | 1            | 332          | 4.º          |
| 2025      | Indy NXT                                       | Abel Motorsports            | Disputándose | Disputándose | Disputándose | Disputándose | Disputándose | Disputándose | Disputándose |
| Fuente:   |                                                |                             |              |              |              |              |              |              |              |

- † Era piloto invitado, por lo que no sumó puntos.

## Resultados

### Campeonato de Fórmula Regional Europea
(Clave) (negrita indica pole position) (cursiva indica vuelta rápida)

| Año  | Equipo    | 1   | 1   | 2   | 2   | 3   | 3   | 4   | 4   | 5   | 5   | 6   | 6   | 7   | 7   | 8   | 8   | 9   | 9   | 10  | 10  | Pos. | Puntos |
| ---- | --------- | --- | --- | --- | --- | --- | --- | --- | --- | --- | --- | --- | --- | --- | --- | --- | --- | --- | --- | --- | --- | ---- | ------ |
| 2021 | G4 Racing | IMO | IMO | BAR | BAR | MON | MON | LEC | LEC | ZAN | ZAN | SPA | SPA | SPI | SPI | VAL | VAL | MUG | MUG | MNZ | MNZ | NC†  | 0      |
| 2021 | G4 Racing |     |     |     |     |     |     |     |     |     |     |     |     |     |     |     |     |     |     | 22  | 20  | NC†  | 0      |